# Ljudmila Evgen'evna Ulickaja
Ljudmila Evgen'evna Ulickaya (in russo Людмила Евгеньевна Улицкая?; Davlekanovo, 21 febbraio 1943) è una scrittrice e sceneggiatrice russa.
È stata la prima donna a vincere il premio «Русский Букер» (2001) (Russkij buker). Acclamata a livello internazionale, nel 2014 ha ricevuto il Premio di Stato austriaco per la letteratura europea per le sue opere, tradotte in oltre 20 lingue in tutto il mondo. Appartiene a quel ristretto gruppo di scrittori cresciuti nella realtà dell'ex Unione Sovietica identificati con la cultura ebraica, nonostante l'adozione del cristianesimo come religione praticata.

## Biografia
Nata nel 1943 nella città di Davlekanovo in Baschiria (Repubblica autonoma della Federazione Russa), la sua formazione è avvenuta a Mosca, dove si è laureata alla facoltà di genetica dell'Università statale. Dopo aver lavorato per due anni nei campi della genetica e della biochimica all'Accademia delle Scienze dell'Unione Sovietica, viene licenziata con altri amici e colleghi con l'accusa di aver diffuso libri proibiti, o samizdat; in particolare, da un esame dei nastri della macchina da scrivere utilizzata, le viene contestato di aver copiato il romanzo Exodus dello scrittore statunitense di origine ebraica Leon Uris. Privata del lavoro e con i figli da mantenere, per Ljudmila inizia un periodo di notevole difficoltà, aggravato dalla morte dei genitori e dal divorzio dal marito. Negli anni ottanta inizia la sua carriera letteraria, stimolata dalla nuova occasione di impiego come direttrice e sceneggiatrice presso il Teatro Ebraico di Mosca.
La sua prima pubblicazione compare nella rivista russa Ogonëk nel 1990. Sempre nel 1990 esce Sestrički Liberti (Сестрички Либерти, lett. "Le sorelle della libertà"), primo lungometraggio da lei sceneggiato e diretto dal regista russo Vladimir Grammatikov. Nel 1992 pubblica il suo primo romanzo breve, Sonečka (Сонечка), nella rivista Novy Mir, riscuotendo un notevole successo. L'opera viene inserita nella lista dei candidati al premio Russkij Booker.
Nel 2001 negli Stati Uniti esce The funeral party (Веселые похороны, Veselye pochorony), il suo primo romanzo tradotto in lingua inglese, che racconta le migrazioni dalla Russia in epoca sovietica, celebrando l'indelebile ricordo della cultura russa e del suo glorioso passato, e nello stesso anno Ljudmila riceve il riconoscimento anche in Russia, con l'assegnazione del premio letterario Russkij Booker al romanzo The Kukotsky Enigma.
Nel 2006 pubblica Daniėl' Štajn, perevočnik (Даниэль Штайн, переводчик), uscito in Italia nel 2010 con il titolo Daniel Stein, traduttore, romanzo sull'olocausto e sulla necessità di una riconciliazione tra ebraismo, cristianesimo e islamismo.
Nel 2007 istituisce il «Фонд Людмилы Улицкой» (Fond Ljudmily Ulickoj), un fondo per il sostegno di iniziative umanitarie.
Dal 2007 al 2010 dirige l'organizzazione «Другой, другие, о других» (Drugoj, drugie, o drugich), divulgando una serie di libri per bambini di autori diversi, che trattano di antropologia culturale.
Il 28 aprile 2016 a Mosca, mentre si reca ad un appuntamento dell'associazione Memorial, nata per identificare le vittime delle repressioni staliniane, Ulickaya viene aggredita per strada da un gruppo di nazionalisti russi.
Ljudmila Ulickaya vive tra Mosca e Israele.

## Filmografia
Sceneggiatura
- Sestrički Liberti (Сестрички Либерти), regia di Vladimir Grammatikov (1990)

## Stile e tematiche

### Stile
Nelle sue opere, Ulickaya descrive e osserva i suoi personaggi attraverso un apparente punto di vista neutrale. Non si addentra nel loro sviluppo né approfondisce la loro psiche, distinguendosi dunque da quanto è storicamente ritenuto un tratto distintivo della scrittura russa. Nonostante riconosca che i suoi protagonisti abbiano una psiche turbolenta, Ulickaya preferisce dedicarsi alle minuziose descrizioni delle loro relazioni e della loro vita, e al costante approfondimento del contesto e delle tematiche delle sue opere.
Nell'ottobre del 2014 il periodico The New Yorker pubblica un articolo nel quale viene elogiata la sua scrittura, evidenziando come la sua prosa riesca a rendere la lettura convincente e coinvolgente.

### Tematiche
Gli eventi della sua narrativa sono tendenzialmente ambientati nella quotidianità. Vengono sottolineati i valori morali, la sacralità della famiglia, e la necessità, a livello sociale, di una maggiore tolleranza, sia religiosa che etnica. Per contrasto, viene quasi sempre posto il tema dello stalinismo.
Un'altra grande tematica è rappresentata dalle persecuzioni patite dopo la seconda guerra mondiale da numerosi membri dell'Intelligencija, critici nei confronti del regime sovietico. Questa questione è molto sentita da Ulickaya, poiché entrambi i nonni, Jakov Camojlivič Ulickij, economista e statista, e Boris Efimovič Ginzbur, furono incarcerati dal regime; al momento della sua nascita la famiglia si trovava in fuga in Baschiria.
Ulickaya valorizza la figura della donna, contrapponendo spesso delle protagoniste dal carattere forte, logico e razionale, ai tre tratti archetipici della figura femminile (forte emotività, debolezza e scarsa razionalità nelle situazioni complesse).

## Orientamento politico e altre attività

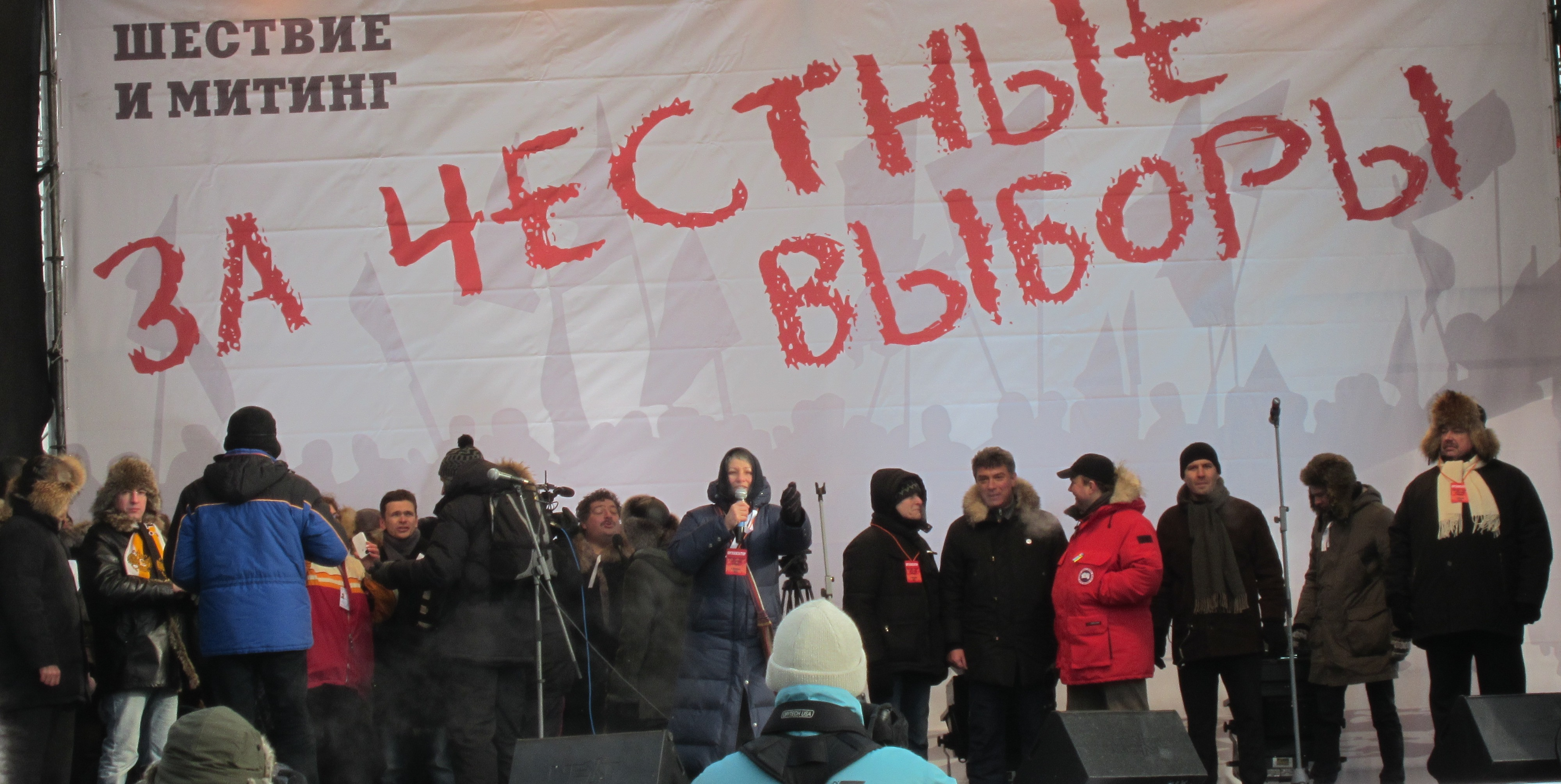
Ljudmila Ulickaya in una manifestazione "per elezioni pulite" a piazza Bolotnaja, Mosca, febbraio 2012

Da sempre molto attiva anche politicamente, da anni si batte per la tutela della libertà d'espressione in Russia.
Critica fortemente l'attuale sistema politico e si è sempre opposta a Vladimir Putin. Il 24-25 aprile 2014 ha partecipato al congresso «Украина — Россия: диалог» (Dialogo Russia-Ucraina), tenutosi a Kiev, con l'intento di riavvicinare i due stati, ma criticando al tempo stesso la politica di Putin nei confronti dell'Ucraina.
Alle elezioni per la Duma di stato nel 2016, ha dichiarato di supportare il partito di opposizione «Jabloko» («Яблоко»).
Fa parte del consiglio di amministrazione di «Вера» (fede), un fondo a scopo benefico per l'assistenza ai centri ospedalieri di Mosca.

## Opere in italiano
- Il racconto Bron'ka, in Rose di Russia, e/o Edizioni, Roma, 1995 (ISBN 88-7641-254-9)
- Sonja, e/o Edizioni, Roma, 1997 (ISBN 88-7641-303-0)
- La figlia di Buchara, e/o Edizioni, Roma, 1998 (ISBN 88-7641-336-7), nuova edizione: In quel cortile di Mosca, e/o edizioni, Roma, 2012 (ISBN 978-88-663-2218-4)
- Due per una, Luciana Tufani Editrice, Ferrara, 2000 (ISBN 88-86780-35-4)
- Medea, Einaudi, Torino, 2000 (ISBN 88-06-15150-9)
- Funeral party, Frassinelli, Milano, 2004 (ISBN 88-7684-804-5)
- Le bugie delle donne, Frassinelli, Milano, 2005 (ISBN 88-7486-845-6)
- Il dono del dottor Kukockij, Frassinelli, Milano, 2006 (ISBN 88-7684-909-2), La nave di Teseo, Milano 2021
- Sinceramente vostro, Surik, Frassinelli, Milano, 2007 (ISBN 978-88-7684-957-2), La nave di Teseo, Milano, 2021
- Daniel Stein, traduttore, Bompiani, Milano, 2010 (ISBN 978-88-452-6410-8)
- Un bicchiere di acqua fresca, Osiride, Rovereto 2011
- Una storia russa, Bompiani, Milano, 2016 (ISBN 978-88-452-8063-4)
- Il sogno di Jakov, Traduzione di Margherita De Michiel, La nave di Teseo, Milano 2018, ISBN 978-88-9344-609-9
- Tra corpo e anima, La nave di Teseo, Milano 2020
- Era solo la peste, La nave di Teseo, Milano 2022 ISBN 978-88-346-1051-0

## Riconoscimenti

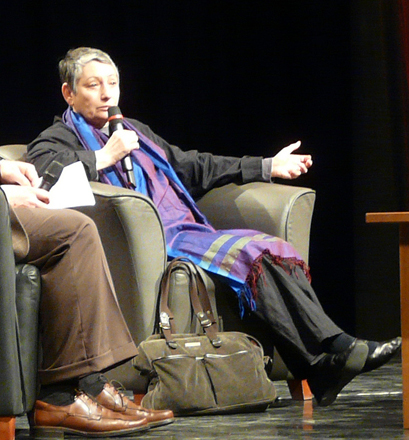
Lyudmila Ulitskaya ospite d'onore al 16 Festival Internazionale del Libro, Millenáris, Budapest, 2009

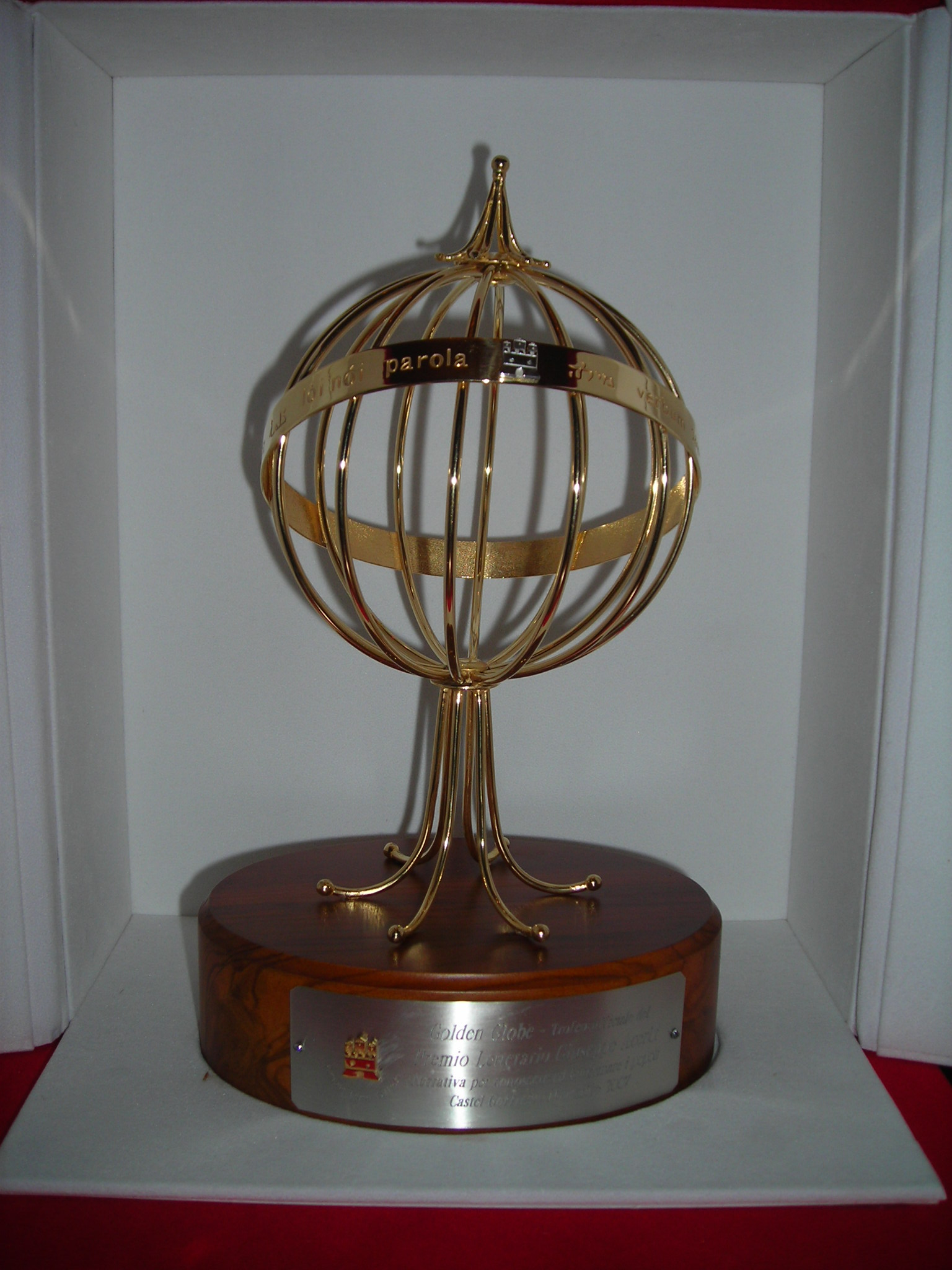
Premio letterario Giuseppe Acerbi.

- 1996 – Prix Médicis étranger al romanzo Sonechka (Sonja)
- 1998 – Premio letterario Giuseppe Acerbi al romanzo Sonja
- 2000 – Moskow Penne Prize al romanzo Medea and Her Children
- 2000 – Russkij Booker al romanzoThe Kukotsky Enigma (Il dono del dottor Kukockij)
- 2000 – Premio Ivanushka Miglior scrittore dell'anno e Miglior romanzo dell'anno a Sinceramente vostro, Surik
- 2006 – Premio Città di Penne al romanzo Il dono del dottor Kukockij
- 2007 – National Olympia Prize of Russian Academy of Business
- 2007 – Premio Big Book National al romanzo Daniel Stein, Interpreter (Daniel Stein, traduttore)
- 2008 – Premio Grinzane Cavour per la narrativa straniera a Sinceramente vostro, Surik
- 2008 – Premio Aleksandr Men'
- 2009 – Selezionata al International Booker Prize, con altri 14 autori da 12 differenti stati, tra cui Mario Vargas Llosa, E. L. Doctorow e il Premio Nobel (2001) V. S. Naipaul
- 2010 – Premio Bauer-Ca' Foscari
- 2011 – Premio Simone de Beauvoir
- 2012 – Premio Park Kyung-ni
- 2014 – Premio di Stato austriaco per la letteratura europea
- 2020 – Premio Siegfried Lenz
- 2022 – Premio Formentor (Spagna)